# Jaimz Woolvett
James „Jaimz“ Woolvett (* 14. April 1967 in Toronto, Ontario) ist ein kanadischer Schauspieler.

## Leben
Jaimz Woolvett ist seit den 1980er-Jahren als Schauspieler tätig. Im Jahr 1989 stand er für eine Gastrolle in der Serie Ultraman – Mein geheimes Ich erstmals vor der Fernsehkamera. Seitdem spielte er vorrangig in US-amerikanischen oder kanadischen Fernsehproduktionen. Eine erste Hauptrolle erhielt Woolvett ab 1990 in der Familienserie Auf den Hund gekommen (Dog House), für die er 1992 eine Nominierung für den Young Artist Award erhielt.
Seine bisher bedeutendste Rolle spielte er 1992 als unerfahrener Möchtegern-Revolverheld Schofield Kid im vierfach oscarprämierten Western Erbarmungslos unter Regie von Clint Eastwood. An diesen Anfangserfolg in Hollywood konnte er anschließend kaum anknüpfen, er wirkte vor allem an Fernsehproduktionen mit. 1999 wirkte er im Historienfilm Jeanne d’Arc – Die Frau des Jahrtausends in einer kleineren Rolle als Herzog mit. Ebenfalls 1999 brachte ihm seine Leistung als Nebendarsteller im Fernsehfilm Milgaard eine Gemini-Award-Nominierung ein.
In einem Interview aus dem Jahr 2007 sprach er über gesundheitliche Probleme in der Vergangenheit, wie einen 2001 operierten Gehirntumor, die seine Schauspieltätigkeit einschränkten. Woolvetts bisher letzter Filmauftritt erfolgte im Jahr 2008 in Winged Creatures (Stand: August 2023). Sein jüngerer Bruder Gordon Michael Woolvett ist ebenfalls Schauspieler.

## Filmografie (Auswahl)
- 1989: Ultraman – Mein geheimes Ich (My Secret Identity, Fernsehserie, Folge 2x01)
- 1989: Krieg der Welten (War of the Worlds, Fernsehserie, Folge 2x04)
- 1990–1991: Auf den Hund gekommen (Dog House; Fernsehserie, 26 Folgen)
- 1992: Erbarmungslos (Unforgiven)
- 1993: White Fang Serie
- 1994: Avonlea – Das Mädchen aus der Stadt (Road to Avonlea, Fernsehserie, Folgen 5x12–5x13)
- 1994: Kung Fu – Im Zeichen des Drachen (Kung Fu: The Legend Continues, Fernsehserie, Folge 2x17)
- 1995: Dead Presidents
- 1996: Lederstrumpf – Der Indianer-Scout (The Pathfinder, Fernsehfilm)
- 1997: Nikita (Fernsehserie, Folge 1x08)
- 1998: Hard Proof (Boogie Boy)
- 1998: Abraham Lincoln – Die Ermordung des Präsidenten (The Day Lincoln Was Shot)
- 1998, 2001: JAG – Im Auftrag der Ehre (JAG, Fernsehserie, Folgen 3x14, 6x23)
- 1999: Jeanne d’Arc – Die Frau des Jahrtausends (Joan of Arc)
- 1999: The Crow – Die Serie (The Crow: Stairway to Heaven, Fernsehserie, Folgen 1x13, 1x15)
- 1999: Hard Time – Unschuldig verurteilt (Milgaard, Fernsehfilm)
- 2000: Beautiful Joe
- 2002: Global Heresy
- 2003: Charmed – Zauberhafte Hexen (Charmed, Fernsehserie, Folge 5x19)
- 2004: Helter Skelter (Fernsehfilm)
- 2005: The Lazarus Child
- 2008: Winged Creatures